# Andrei Wladimirowitsch Kljujew
Andrei Wladimirowitsch Kljujew (russisch Андрей Владимирович Клюев, Transkription außerhalb Deutschlands: Andrey Klyuev; * 13. Juni 1987 in Lipezk) ist ein russischer Radrennfahrer.
Als Juniorenfahrer war Kljujew vor allem im Bahnradsport aktiv und wurde 2004 mit dem russischen Bahnvierer Dritter der Bahnweltmeisterschaften in der Mannschaftsverfolgung und 2005 mit Alexey Shiryaev Titelträger im Madison.
Im U23-Bereich wurde Kljujew 2007 Straßeneuropameister. Außerdem gewann er auf der Straße in den Jahren 2006 und 2007 verschiedene Abschnitte internationaler Etappenrennen und das Eintagesrennen Boucle de l’Artois.
Kljujew war bis zum Ende der Saison 2011 international aktiv, konnte jedoch keine weiteren wichtigen Ergebnisse erzielen.

## Erfolge
2004
- Weltmeisterschaft – Mannschaftsverfolgung (Junioren)

2005
- Weltmeister – Madison (Junioren)

2006
- eine Etappe Tour of Hainan
- zwei Etappen Tour of South China Sea

2007
- eine Etappe 3 Jours de Vaucluse
- eine Etappe Tour de Normandie
- Boucle de l’Artois
- Europameister – Straßenrennen (U23)

## Teams
- 2006 Omnibike Dynamo Moscow
- 2007 Moscow Stars
- 2007 T-Mobile Team (Stagiaire)

- 2009 Moscow
- 2010 Moscow (bis 31.07.)
- 2011 Amore & Vita-Conad